# Rue Dufaur-de-Pibrac
Pour les articles homonymes, voir Dufaur.
La rue Dufaur-de-Pibrac (en occitan : carrièra del Faur de Pibrac) est une voie de Toulouse, chef-lieu de la région Occitanie, dans le Midi de la France.

## Situation et accès

### Description
La rue Dufaur-de-Pibrac est une voie publique. Elle se trouve dans le quartier de Bourrassol, dans le secteur 2 - Rive gauche.
Elle naît perpendiculairement à l'avenue de Grande-Bretagne. Longue de 223 mètres, elle est rectiligne, large de 8 mètres environ et orientée au nord. Après avoir donné naissance à l'impasse Ramel, elle reçoit la rue Rodolose, puis les rues Lespès et Albus. Elle se termine au carrefour de la rue des Fontaines.
La chaussée compte une seule voie de circulation automobile à sens unique, de l'avenue de Grande-Bretagne vers la rue des Fontaines. Elle appartient à une zone 30 et la vitesse y est limitée à 30 km/h. Il n'existe pas de bande, ni de piste cyclable, quoiqu'elle soit à double-sens cyclable.

### Voies rencontrées
La rue Dufaur-de-Pibrac rencontre les voies suivantes, dans l'ordre des numéros croissants (« g » indique que la rue se situe à gauche, « d » à droite) :
1. Avenue de Grande-Bretagne ;
2. Impasse Ramel (d) ;
3. Rue Rodolose (d) ;
4. Rue Lespès (g) ;
5. Rue Albus (d) ;
6. Rue des Fontaines.

## Odonymie

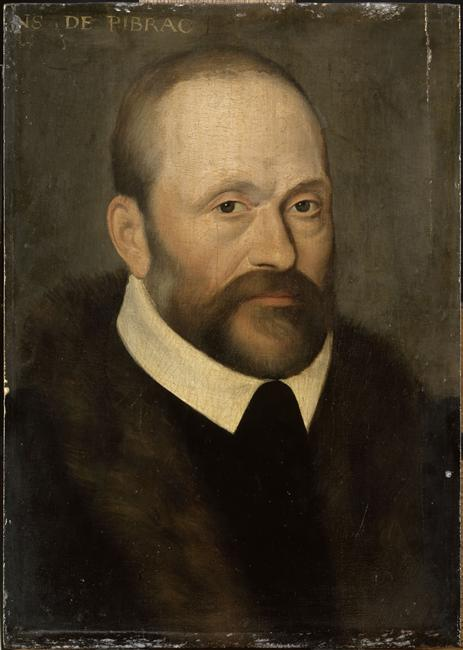
Portrait de Guy Du Faur de Pibrac (XVIe siècle, château de Versailles).

La rue est nommée en hommage à Guy Du Faur de Pibrac (1529-1584). Il appartient à une importante famille de la noblesse parlementaire toulousaine. Son père est Pierre Du Faur, seigneur de Pibrac, premier président au parlement. Il est rendu célèbre pour ses Quatrains moraux, qu'il aurait composé au château de Pibrac. Il mène une importante activité diplomatique, représentant la France au concile de Trente. Il est également avocat général, conseiller d'État et président au parlement. Il suit Henri III en Pologne, puis devient chancelier de la reine Marguerite et conseiller de Catherine de Médicis.

## Histoire
En 2023, la maison Rodolose, de la deuxième moitié du XVIIIe siècle, est démolie afin de permettre la construction de la résidence Boréalis par le groupe Prism Immobilier (actuel no 3).

## Patrimoine et lieux d'intérêt

### École élémentaire de Fontaines-Bayonne
En 1909, des terrains sont acquis par la municipalité afin de permettre la construction d'une école maternelle pour le quartier de Fontaines-Bayonne. En 1929, face à l'augmentation de la population, l'école maternelle est déplacée à l'ouest du quartier (actuel no 6 place Jean-Baptiste-Baudin), les bâtiments de la rue Dufaur-de-Pibrac étant affectés à l'école élémentaire. Ils sont agrandis à la suite de travaux menés entre 1932 et 1933 par l'architecte de la ville, Jean Montariol.
L'édifice a un plan en L, au carrefour de la rue Dufaur-de-Pibrac (actuel no 14) et de la rue Albus (actuel no 21). Le corps de bâtiment qui s'élève à l'angle des deux rues est le plus ancien, l'aile qui le prolonge au sud ayant été élevée par Jean Montariol. Les façades sont animées par la polychromie de l'enduit clair et de la brique, et par le jeu des bandeaux horizontaux et verticaux.

### Maisons
- no  19 : maison toulousaine (premier quart du XXe siècle)[4] ;
- no  21 : maison toulousaine (premier quart du XXe siècle)[5].

## Personnalité
- David Elbaz (1891-1974) : né à Frenda, dans le département d'Oran (Algérie française), il s'installe à Toulouse. Il est chef de service à la Cartoucherie. Pendant la Seconde Guerre mondiale, il s'engage dans la Résistance et agit au sein du mouvement Combat. Militant radical-socialiste, il est, entre 1954 et 1971, adjoint au maire de Toulouse. Il meurt à son domicile, dans la maison au no 11[6],[7].